# Araget
Araget är ett vattendrag i Armenien. Det ligger i den centrala delen av landet, 19 kilometer norr om huvudstaden Jerevan.
Trakten runt Araget består i huvudsak av gräsmarker. Runt Araget är det ganska tätbefolkat, med 149 invånare per kvadratkilometer.